# Frank Hurley
James Francis "Frank" Hurley (Glebe, Sídney, Australia, 15 de octubre de 1885 – Sídney, 16 de enero de 1962) fue un fotógrafo australiano, camarógrafo y aventurero. Participó en numerosas expediciones a la Antártida y sirvió como oficial fotógrafo del ejército australiano durante la Primera y la Segunda Guerra Mundial.
Su estilo artístico produjo muchas imágenes memorables pero también solía simular escenas que posteriormente retrataba e incluso en alguna ocasión manipuló alguna de sus fotografías, hechos por los que fue criticado y que han hecho que el valor documental de sus trabajos se haya visto reducido.

## Carrera fotográfica

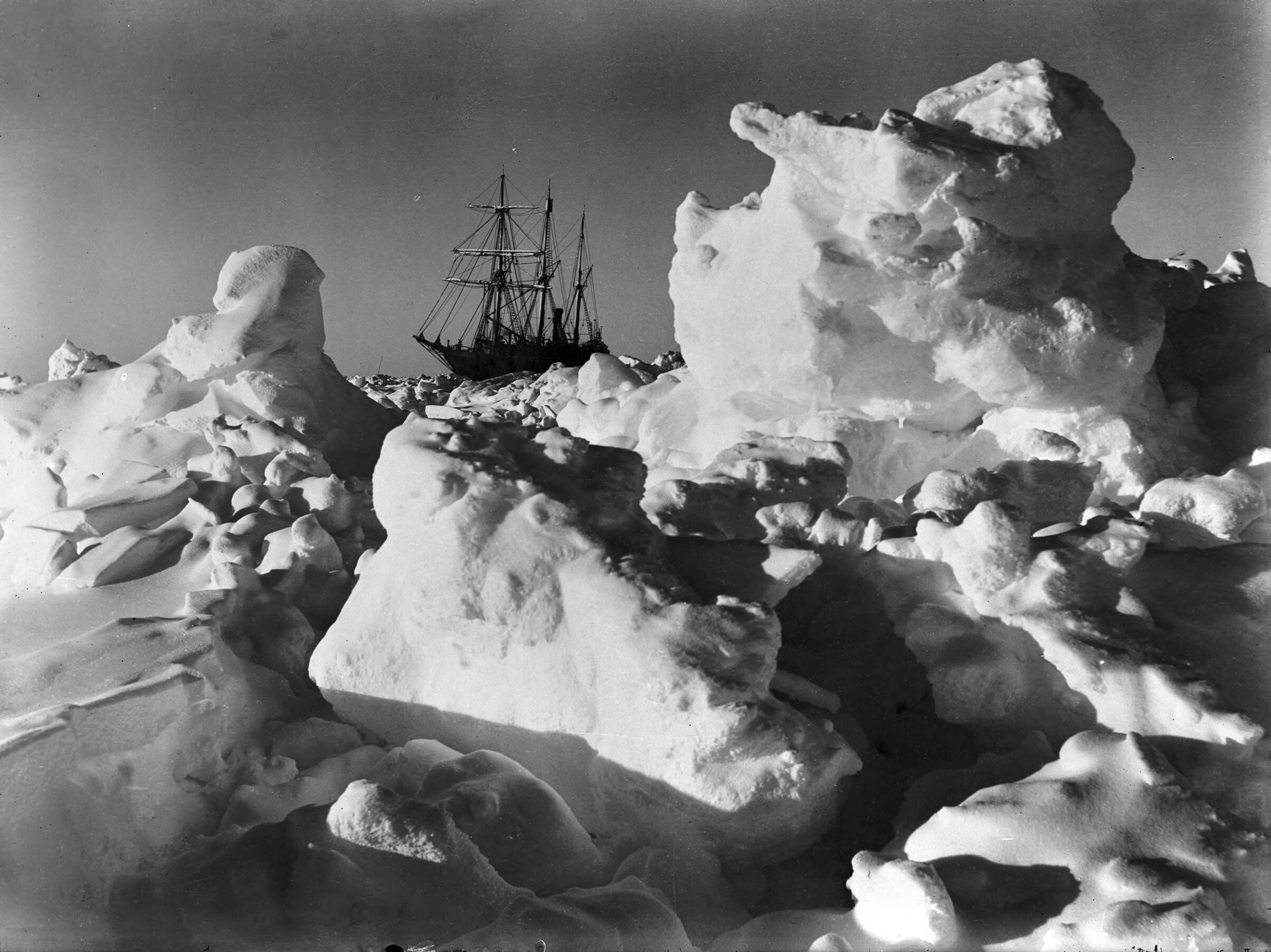
HMS Endurance atrapado en los hielos antárticos, 1915 fotografía de Frank Hurley.

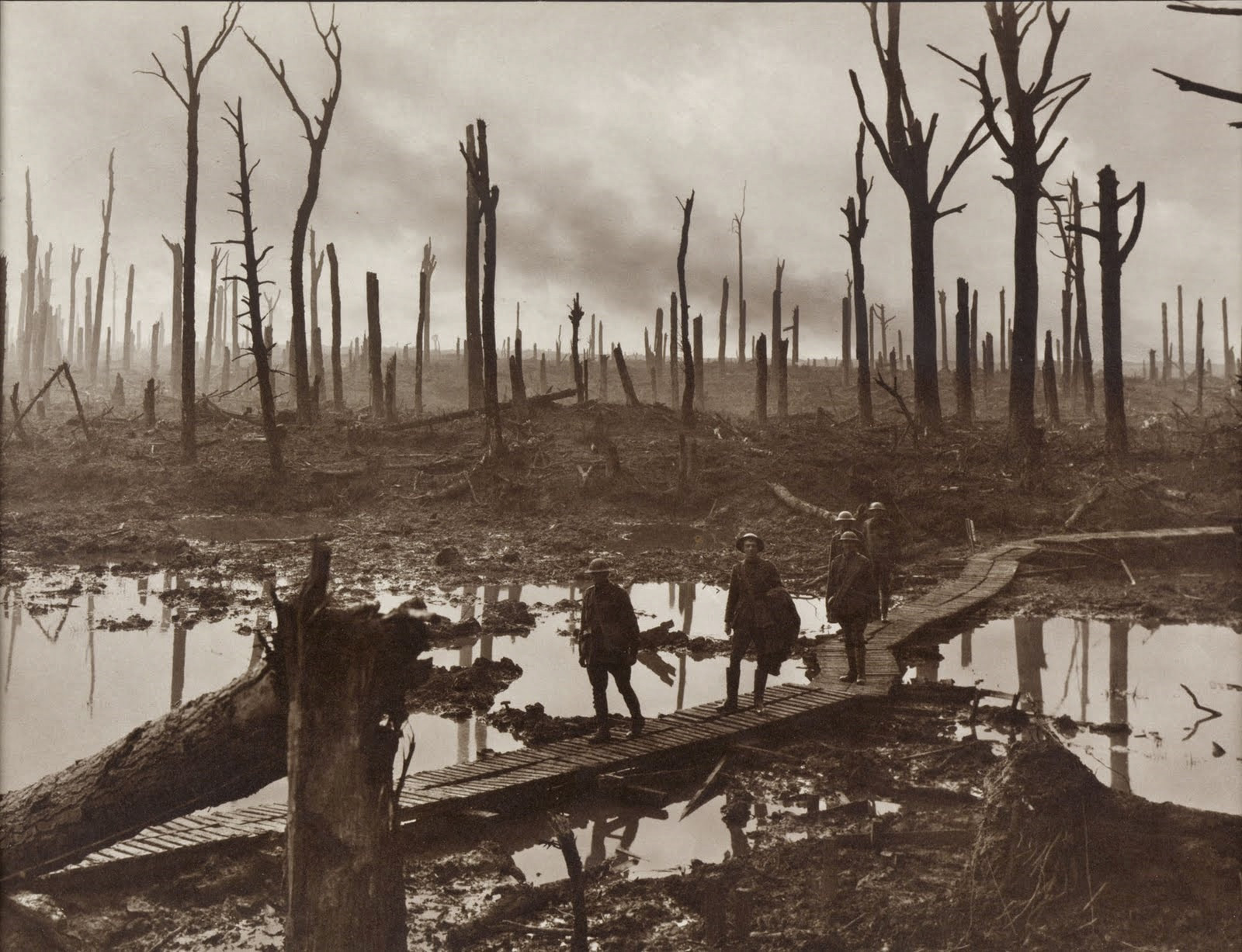
Bosque de Chateau, en Ypres, 1917 fotografía de Frank Hurley.

Hurley viajó en varias ocasiones a la Antártida, acompañando a distintas expediciones, incluida la expedición de Douglas Mawson en 1911. Junto a Ernest Shackleton participó en la Expedición Imperial Trans-Antártica, que comenzó en 1914 y se quedó aislada en los hielos árticos hasta agosto de 1916 .
En 1917, Hurley se unió al ejército australiano como capitán honorario y durante la Tercera Batalla de Ypres realizó algunas fotografías impresionantes de escenas en el campo de batalla. Siguiendo su espíritu aventurero, corrió considerables riesgos para captar estas imágenes. Su servicio en el ejército australiano terminó en marzo de 1918, pero también serviría como fotógrafo durante la Segunda Guerra Mundial.
Hurley también utilizó una cámara de cine para grabar una serie de experiencias en las expediciones antárticas, la construcción del puente Sídney Harbour Bridge y la guerra en el Medio Oriente durante la Segunda Guerra Mundial.